# Bongouanou
Bongouanou este o comună din regiunea Moronou, Coasta de Fildeș.